# Пастушенко Михайло
Михайло Пастушенко (Пастухов) (26 січня 1881, с. Серби, тепер Кодимська міська громада, Одеська область — † 11 лютого 1958, Лондон) — сотник Армії УНР.

## Життєпис

Українські ветерани Армії УНР, Візен-Шалетт-сюр-Луан, Франція, 1936 рік.
Сидять (зліва направо): 1. Олександр Свенціцький, 2. Петро Пашин, 3. Юрій Бацуца, 4. Олександр Удовиченко, 5. М. Левицький, 6. Павло Бушило, 7. Дем'ян Долотій, 8. Микола Ковальський.
Стоять (зліва направо): 9. Ілько Шаповал, 10. Михайло Левицький, 11. Михайло Пастушенко, 12. Володимир Говорів, 13. Дмитро Бакум, 14. Володимир Григораш, 15. Яків Тимошенко, 16. Тадей Нетреба, 17. Дмитро Климів, 18. Галаган, 19 або 21. Іван Кислиця, 22. Михайло Сачок, 23. Іван Охмак, 24. Єфрем Балинський, 25. Антін Більський

Народився 26 січня 1881 року в селі Серби (тепер Кодимська міська громада, Одеська область), за іншою версією у Могилів-Подільському. Прізвище при народженні Пастухов.
Служив у Окремому корпусі кордонної охорони, а під час Першої світової війни у складі 1-го Заамурського прикордонного кінного полку. 
В Армії УНР називав себе Пастухов-Пастушенко, або просто Пастушенко. Служив у 4-му кінному полку ім. Івана Сірка Окремої кінної дивізії, а потім у запасному кінному полку.
У 1944 році вступив до лав дивізії СС «Галичина» та воював у її складі до 1945 року. 
На еміграції проживав у Лондоні, де й помер 11 лютого 1958 року.